# Qualifications du Championnat d'Europe féminin de volley-ball 2015
Les qualifications pour le championnat d'Europe féminin de volley-ball 2015 se disputeront de mai 2014 à juin 2014

## Formule[1]
Le premier tour sera composés de 2 groupes de quatre équipes: la formule est celle de la ronde ou toutes les équipes se rencontrent en match aller/retour. L'équipe gagnante ainsi que la deuxième accède au deuxième tour des qualifications
Le deuxième tour sera composés de 6 groupes de quatre équipes: la formule est celle de la ronde ou toutes les équipes se rencontrent en match aller/retour. L'équipe gagnante se voit accorder deux points, tandis que le perdant à un point, à la fin de tous les matchs le premier du classement accède directement au Championnat d'Europe et le deuxième au barrage avec le deuxième d'un autre groupe. Dans le cas d'une égalité celui qui a le meilleur rapport sets gagnés et sets perdus est qualifié. 
Le troisième tour (barrages) prévoit une élimination directe entre les deuxièmes par match aller/retour: les qualifiés seront les vainqueurs des deux matchs ou dans le cas d'une victoire chacun celui qui a le meilleur rapport sets gagnés et sets perdus.

## Premier tour

### Poule 1

#### Classement
| # | Équipe   | Pts | J | G | Gt | Pt | P | Sp | Sc | Ratio | Pp  | Pc  | Ratio |
| 1 | Suède    | 9   | 3 | 3 | 0  | 0  | 0 | 9  | 3  | 3     | 288 | 231 | 1.247 |
| 2 | Lettonie | 6   | 3 | 2 | 0  | 0  | 1 | 7  | 4  | 1.75  | 241 | 239 | 1.008 |
| 3 | Norvège  | 3   | 3 | 1 | 0  | 0  | 2 | 5  | 6  | 0.833 | 261 | 261 | 1     |
| 4 | Géorgie  | 0   | 3 | 0 | 0  | 0  | 3 | 1  | 9  | 0.111 | 195 | 254 | 0.768 |

### Poule 2

#### Classement
| # | Équipe             | Pts | J | G | Gt | Pt | P | Sp | Sc | Ratio | Pp  | Pc  | Ratio |
| 1 | Monténégro         | 8   | 3 | 2 | 1  | 0  | 0 | 9  | 2  | 4.5   | 258 | 206 | 1.252 |
| 2 | Bosnie-Herzégovine | 6   | 3 | 1 | 1  | 1  | 0 | 8  | 6  | 1.333 | 292 | 297 | 0.983 |
| 3 | Lituanie           | 4   | 3 | 1 | 0  | 1  | 1 | 5  | 7  | 0.714 | 251 | 264 | 0.951 |
| 4 | Estonie            | 0   | 3 | 0 | 0  | 0  | 3 | 2  | 9  | 0.222 | 223 | 257 | 0.868 |

### Équipes qualifiées pour le second tour
- Suède
- Lettonie
- Monténégro
- Bosnie-Herzégovine

## Second tour
| Groupe A                                                       | Groupe B                                                    | Groupe C                                                     | Groupe D                                                   | Groupe E                                               | Groupe F                                                                      |
| -------------------------------------------------------------- | ----------------------------------------------------------- | ------------------------------------------------------------ | ---------------------------------------------------------- | ------------------------------------------------------ | ----------------------------------------------------------------------------- |
| Sites : Mogilev et Izmir Biélorussie Danemark Finlande Turquie | Sites : Lugano et Bydgoszcz Lettonie Pologne Suisse Ukraine | Sites : Madrid et Plzen Espagne Monténégro Slovénie Tchéquie | Sites : Sofia et Bakou Azerbaïdjan Bulgarie Grèce Portugal | Sites : Moulins et Netanya France Hongrie Israël Suède | Sites : Vienne et Piatra Neamț Autriche Bosnie-Herzégovine Roumanie Slovaquie |

### Poule A

#### Classement
| # | Équipe      | Pts | J | G | Gt | Pt | P | Sp | Sc | Ratio | Pp  | Pc  | Ratio |
| 1 | Turquie     | 18  | 6 | 6 | 0  | 0  | 0 | 18 | 2  | 9     | 493 | 337 | 1.463 |
| 2 | Biélorussie | 9   | 6 | 3 | 0  | 0  | 3 | 11 | 9  | 1.222 | 441 | 394 | 1.119 |
| 3 | Finlande    | 9   | 6 | 3 | 0  | 0  | 3 | 10 | 10 | 1     | 423 | 435 | 0.972 |
| 4 | Danemark    | 0   | 6 | 0 | 0  | 0  | 6 | 0  | 18 | 0     | 259 | 450 | 0.576 |

### Poule B

#### Classement
| # | Équipe   | Pts | J | G | Gt | Pt | P | Sp | Sc | Ratio | Pp  | Pc  | Ratio |
| 1 | Pologne  | 17  | 6 | 5 | 1  | 0  | 0 | 18 | 2  | 9     | 482 | 336 | 1.435 |
| 2 | Ukraine  | 10  | 6 | 3 | 0  | 1  | 2 | 12 | 9  | 1.333 | 471 | 417 | 1.129 |
| 3 | Suisse   | 9   | 6 | 3 | 0  | 0  | 3 | 9  | 11 | 0.818 | 389 | 438 | 0.888 |
| 4 | Lettonie | 0   | 6 | 0 | 0  | 0  | 6 | 1  | 18 | 0.056 | 319 | 470 | 0.679 |

### Poule C

#### Classement
| # | Équipe     | Pts | J | G | Gt | Pt | P | Sp | Sc | Ratio | Pp  | Pc  | Ratio |
| 1 | Tchéquie   | 17  | 6 | 5 | 1  | 0  | 0 | 18 | 3  | 6     | 508 | 379 | 1.34  |
| 2 | Slovénie   | 12  | 6 | 4 | 0  | 0  | 2 | 13 | 7  | 1.857 | 449 | 408 | 1.1   |
| 3 | Espagne    | 4   | 6 | 1 | 0  | 1  | 4 | 7  | 15 | 0.467 | 442 | 509 | 0.868 |
| 4 | Monténégro | 3   | 6 | 1 | 0  | 0  | 5 | 3  | 16 | 0.188 | 361 | 464 | 0.778 |

### Poule D

#### Classement
| # | Équipe      | Pts | J | G | Gt | Pt | P | Sp | Sc | Ratio | Pp  | Pc  | Ratio |
| 1 | Bulgarie    | 16  | 6 | 5 | 0  | 1  | 0 | 17 | 5  | 3.4   | 509 | 390 | 1.305 |
| 2 | Azerbaïdjan | 12  | 6 | 3 | 1  | 1  | 1 | 15 | 10 | 1.5   | 557 | 520 | 1.071 |
| 3 | Portugal    | 4   | 6 | 0 | 2  | 0  | 4 | 8  | 16 | 0.5   | 477 | 562 | 0.849 |
| 4 | Grèce       | 4   | 6 | 1 | 0  | 1  | 4 | 7  | 16 | 0.438 | 456 | 527 | 0.865 |

### Poule E

#### Classement
| # | Équipe  | Pts | J | G | Gt | Pt | P | Sp | Sc | Ratio | Pp  | Pc  | Ratio |
| 1 | Hongrie | 12  | 6 | 4 | 0  | 0  | 2 | 14 | 8  | 1.75  | 511 | 458 | 1.116 |
| 2 | France  | 12  | 6 | 4 | 0  | 0  | 2 | 12 | 7  | 1.714 | 439 | 399 | 1.1   |
| 3 | Israël  | 12  | 6 | 4 | 0  | 0  | 2 | 13 | 9  | 1.444 | 478 | 473 | 1.011 |
| 4 | Suède   | 0   | 6 | 0 | 0  | 0  | 6 | 3  | 18 | 0.167 | 406 | 504 | 0.806 |

### Poule F

#### Classement
| # | Équipe             | Pts | J | G | Gt | Pt | P | Sp | Sc | Ratio | Pp  | Pc  | Ratio |
| 1 | Roumanie           | 18  | 6 | 6 | 0  | 0  | 0 | 18 | 1  | 18    | 480 | 325 | 1.477 |
| 2 | Slovaquie          | 12  | 6 | 4 | 0  | 0  | 2 | 12 | 7  | 1.714 | 432 | 402 | 1.075 |
| 3 | Autriche           | 4   | 6 | 0 | 2  | 0  | 4 | 6  | 16 | 0.375 | 437 | 512 | 0.854 |
| 4 | Bosnie-Herzégovine | 2   | 6 | 0 | 0  | 2  | 4 | 6  | 18 | 0.333 | 459 | 569 | 0.807 |

#### Équipes qualifiées pour le championnat d'Europe
- Turquie
- Pologne
- Tchéquie
- Bulgarie
- Hongrie
- Roumanie

#### Équipes qualifiées pour les barrages
- Biélorussie
- Ukraine
- Slovénie
- Azerbaïdjan
- France
- Slovaquie

## Barrages

### Matchs Retour

#### Équipes qualifiées pour le championnat d'Europe
- Slovénie
- Azerbaïdjan
- Biélorussie

## Récapitulatif des équipes qualifiées pour le championnat d'Europe
- Pays-Bas (pays organisateur)
- Belgique (pays organisateur)
- Russie (Vainqueur Championnat d'Europe de volley-ball féminin 2013)
- Allemagne (2e Championnat d'Europe de volley-ball féminin 2013)
- Serbie (4e Championnat d'Europe de volley-ball féminin 2013)
- Croatie (5e Championnat d'Europe de volley-ball féminin 2013)
- Italie (6e Championnat d'Europe de volley-ball féminin 2013)
- Turquie (1er Groupe A qualification)
- Pologne (1er Groupe B qualification)
- Tchéquie (1er Groupe C qualification)
- Bulgarie (1er Groupe D qualification)
- Hongrie (1er Groupe E qualification)
- Roumanie (1er Groupe F qualification)
- Slovénie (Vainqueur barrage)
- Azerbaïdjan (Vainqueur barrage)
- Biélorussie (Vainqueur barrage)